# 瓦列里·卡扎伊什維利
瓦列里·“瓦科”·卡扎伊什維利（羅馬化：Valeri "Vako" Q'azaishvili；1993年1月29日—）是一位格鲁吉亚足球運動員，在場上司職進攻中場。現效力於中國足球協會超級聯賽山東泰山足球俱樂部。他也是格魯吉亞國家足球隊的一員。

## 俱樂部生涯
2021年2月16日，卡扎伊什維利與韓職球隊蔚山現代簽約。
2024年1月26日，卡扎伊什維利加盟中國超級聯賽俱樂部山東泰山。

## 國際賽生涯
卡扎伊什維利为格鲁吉亚國家队的常客，於2018年世界杯预选赛。他在6月11日格鲁吉亚 2-2 战平摩尔多瓦的比赛中取得进球，并在9月2日格鲁吉亚 1-1 战平爱尔兰的比赛中再次取得进球。他还参加了对阵奥地利、威尔士和塞尔维亚的比赛，但格鲁吉亚最终未能获得2018年世界杯的参赛资格。

## 榮譽
歷基亞
- 波蘭足球甲級聯賽冠軍：2016–17

蔚山現代
- K聯賽1冠軍：2022、2023